# Mikroprocesor
Mikroprocesor, mikroprocesor, mikropreradnik, pojam u računarstvu. Riječ microprocessor je složenica u engleskom jeziku, nastala je spajanjem engleske riječi micro (sinonim za malo) i riječi processor koji označava stroj koji nešto prerađuje ili procesira. Podrijetlo riječi micro je u starogrčkoj riječi mīkrós što ima značenja nešto malo, i rabi se u mnogim područjima znanosti i ljudskim djelatostima (mikrofon, mikroskop, mikroekonomija, .....). Mikroprocesor je elektronički sklop unutar računala - integrirani krug koji obnaša funkciju centralne jedinice. Prije pojave mikroprocesora centralne su jedinice računala bile napravljene od diskretnih integriranih krugova, tranzistora ili elektronskih cijevi.  Pretapanjem cijelih ploča ili čak cijelih soba na mali komadić silicija dovelo je do pojeftinjenja računala, te je proširilo primjenu računala u poljima gdje je minijaturizacija neophodna.

## Povijest razvoja
Prva računala koja su se pojavila na tokom kasnih 40-tih bili su izrađeni od elektronskih cijevi i raznoraznih elektromagnestkih sklopova. Iako su bila korisna u svojoj zadaći imali su mnogo nedostataka:
- zauzimali mnogo mjesta,
- bili su napravljeni od mnogih dijelova koji su se ručno spajala
- male serijske proizvodnje
- unikatna
- često su se kvarila
- trošila su mnogo energije
- stvarali su mnogo topline
- sporiRačunalni sustav IBM 704

Pojavom tranzistora 1947. godine na tržištu elektronike nastala je nova tehnološka revolucija. Tranzistor je postala osnova elektroničkih sklopova koja je omogućila stvaranje većih razvojnih pomaka na tržištu računarske tehnike kao i potrošačke elektronike. Tranzistori su bili manji, trošili su manje energije, bila su brža u svom radu i još tome bilo je moguće gušće smjestiti sklopove jako blizu pokraj drugoga. Ove sve prednosti iskoristili su dizajneri računarskih sustava, koji su radi lakše prozvodnje i radi lakšeg dizajna rabili standardne sklopove i preko tih standardnih sklopova gradili logička kola koja su bila potrebna za izradu nekog računarskog sustava. Tako je na primjer tvrtka Digital Equipment Corporation proizvodila digitalni moduli koji su bili standardni moduli i bili su dostupni na tržištu od 1958. godine. Kroz ove module dizajneri su mogli spajanjem raznih modula stvarati svoje sustave bez da su trebali lemiti komponente i stvarati svoje tiskane pločice od početka. No bez obzira na dostupnost ovakvih modula mnogi dizajneri su bili suočeni s fizikalnim ograničenjima, i bilo je potrebno naći neko bolje rješenje koje bi omogućilo gušće pakiranje komponenti u integrirane krugove. 
Trazistori su isto tako omogućavali minijaturizaciju sklopovlja, no problemi su bili kako riješiti probeme stvaranja nekih diskretnih komponenti kao otpornika i kondenzatora na silicijskoj čestici. Ideju o integriranim krugovima prvi je razvio engleski inženjer Goffrey W.A Drummer dok je radio za Royal Radar Establishment koji je dio Britanskog ministarstva odbrane. On je tu ideju predstavio u Americi 7. svibnja 1952. Drummer je pokušao napraviti integrirani krug 1956. ali bez značajnog uspjeha. Prvi radni integrirani krug nezavisno jedan od drugoga razvili su Jack Kilby dok je radio za poduzeće Texas Instruments 1958. godine. Nedugo poslije 1959. tvrtka Fairchild Semiconductors patentirala je planarnu proizvodnju integriranih komponenti gdje su sve komponente izravno bile postavljene kroz proizvodni proces a ne ljepljeni ili lemljeni na keramičke pločice. Ovaj tehnološki proboj omogućio je brži razvoj manjih elektroničkih sklopova, no veće gustoće komponenti na silikonskoj pločici nisu bile moguće sve do pojave LSI tehnologije u kasnim 1960-tim godinama. Isto tako vrtke nisu bile sposobne proizvoditi dovoljno sklopova u potrebnoj kvaliteti isto tako sve do kasnih 1960tih godina.

## Arhitekture
Koncepti:
- CISC
- RISC
- Mikro arhitekture

- Jednojezgrene

- Višejezgrene

- Instruction-level parallelism (ILP)

- Data-level parallelism (DLP)

- Thread-level parallelism (TLP)

## Spremnici u mikroprocesoru
- Adresni međuspremnik - služi za adresiranje memorije, ali i za adresiranje ostalih dijelova računala.
- Podatkovni međuspremnik - posrednik za razmjenu sadržaja između obradnika i ostalih dijelova računala. Svi podatci koji se žele prenijeti iz procesora na sabirnicu prolaze kroz podatkovni međuspremnik.
- Instrukcijski međuspremnik - u njega se prenosi naredbe dobavljena iz memorije. Bitovi naredbe dovode se na upravljačku jedinicu koja iz njih ustanovljuje radnje koje procesor treba obaviti.
- Programsko brojilo - spremnik koji sadrži adresu sljedeće naredbe koju treba obaviti. Njega upravljačka jedinica automatski povećava tako da se naredbe pohranjene u memoriji izvode po redu.
- Spremnik kazalje stoga - u memoriji se rezervira posebna skupina uzastopnih bajtova i zapiše u spremnik kazaljke stoga najmanja adresa te skupine. S pomoću tog registra ostvaruje se stogovni način pohranjivanja podataka na stog. Kroz stog moguće je imati rekurziju, prekide i izvesti procedure u višim programskim jezicima
- Spremnik stanja obradnika - njegovi bitovi služe za zapisivanje različitih zastavica koje označavaju ispravnost ili neispravnost rezultata i radda ili neke druge pojave. Vrijednosti tih zastavica su uvjeti na temelju kojih upravljački sklop određuje daljnji tijek odvijanja programa.
- Skupina općih spremnika - služi za pohranjivanje operanada i rezultata, te za pripremanje adresa budućih pristupa do spremnika.